# Llac Prespa

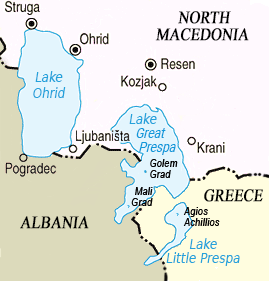
Localització del llac Prespa

El llac Prespa és un conjunt de dos masses d'aigua dolça al sud-est d'Europa, compartides per Albània, Grècia i Macedònia del Nord. De la superfície total, 176,3 quilòmetres quadrats pertanyen a la Macedònia del Nord, 46,3 quilòmetres quadrats a Albània i 36,4 quilòmetres quadrats a Grècia. Tots dos són els llacs a més altitud dels Balcans i se situen en una altitud de 853 m (2.798 peus).
El llac Prespa Gran (albanès: Liqeni i Prespes, grec: Μεγάλη Πρέσπα, Limni Megali Prespa, macedònic: Преспанско Езеро, Prespansko Ezero) es divideix entre Albània, Grècia i Macedònia del Nord. El llac Prespa Petit (grec: Μικρή Πρέσπα, Mikri Prespa; albanès: Prespa i Vogel) només es comparteix entre Grècia (138 quilòmetres quadrats d'àrea de drenatge; 42,5 quilòmetres quadrats de superfície) i Albània (51 quilòmetres quadrats d'àrea de drenatge; 4,3 quilòmetres quadrats de superfície).

## Història
Al segle x, el tsar Samuel de Bulgària va construir la fortalesa i l'església de St. Achillius en una illa anomenada Hàgios Akhil·lios al llac Prespa Petit, a la part grega de la frontera. L'illa més gran al llac Prespa Gran, per part de Macedònia del Nord, es diu Golem Grad ("ciutat gran") i l'Illa de les Serps (Zmiski Ostrov). L'altra illa Mal Grad ("ciutat petita", a Albània) és el lloc d'un monestir en ruïnes del segle xix dedicat a Sant Pere. Avui en dia, ambdues illes estan deshabitades. Com que el llac Prespa Gran es troba a uns 150 m sobre el llac Ohrid, que es troba a només uns 10 km a l'oest, les seves aigües passen per canals subterranis al carst i sorgeixen de fonts que alimenten els corrents que corren cap al llac Ohrid.
Durant molts anys, la part grega de la regió dels llacs del Prespa va ser una zona militar poc poblada que requeria un permís especial per als visitants estrangers. Durant la Guerra Civil grega, es va produir una lluita ferotge i bona part de la població local va emigrar per escapar de la pobresa endèmica i la lluita política. La regió es va mantenir poc desenvolupada fins als anys 70, quan es va començar a promocionar com a destinació turística. Amb una abundància de fauna i flora rares, la zona va ser declarada Parc Transnacional el 2000. El 1999 la Societat per a la Protecció del Prespa va rebre el premi Ramsar Wetland Conservation Award pels seus esforços de conservació pel que fa al jaciment del Llac Prespa Ramsar.

### Acord del Prespa
El 2018, el llac Prespa Gran va ser l'escenari per a la signatura de l'Acord del Prespa, destinat a resoldre la disputa sobre el nom de Macedònia, reanomenant la República de Macedònia a Macedònia del Nord. L'acord es va signar el 17 de juny de 2018 en una cerimònia d'alt nivell al poble fronterer grec de Psarades, pels dos ministres d'Afers Exteriors Nikola Dimitrov (de la República de Macedònia) i Nikos Kotzias (de Grècia) i en presència dels respectius primers ministres, Zoran Zaev i Alexis Tsipras. Després de la cerimònia, Tsipras i Zaev van travessar la frontera al costat del llac Macedònia del Nord per dinar al poble d'Oteševo, en un moviment altament simbòlic que va marcar la primera vegada que un primer ministre grec va entrar a la República de Macedònia des que va declarar la independència el 1991.

## Fauna
Només 11 espècies de peixos nadius són coneguts al llac, però 9 d'elles són endèmiques: Prespensis Alburnoides, Alburnus belvica, Barbus prespensis, Chondrostoma prespense, Cobitis meridionalis, Pelasgo prespensis, Rutilus prespensis, Salm peristericus i Squalius prespensis.